# Европейская конференция министров транспорта
Европейская конференция министров транспорта (англ. European Conference of Ministers of Transport ECMT) — это межправительственная транспортная организация, созданная на конференции министров транспорта 16 европейских государств на основании Брюссельского Протокола 17 октября 1953 года. Конференция является форумом, на котором министры государств-членов организации, ответственные за вопросы транспорта, обсуждают проблемы, связанные с транспортом, и вырабатывают общие политические решения, направленные на обеспечение рационального и согласованного развития транспортной системы в Европе.
Россию в ЕКМТ представляет Министр транспорта Российской Федерации.
С 1974 года Европейская конференция министров транспорта (ЕКМТ) управляет системой
квотирования, которая предоставляет многосторонние разрешения (разрешения ЕКМТ) на перевозки тяжелым грузовым автотранспортом между государствами-членами ЕКМТ. Эти разрешения позволяют операторам
автотранспорта выполнять неограниченное количество многосторонних грузовых перевозок в 43
странах, участвующих в этой системе (26 стран-членов ЕС, при этом Республика Кипр является
членом ЕС, но не входит в ЕКМТ, а также Лихтенштейн, Норвегия, Швейцария, Великобритания,
Албания, Босния и Герцеговина, Черногория, Северная Македония, Сербия, Турция, Армения, Азербайджан, Грузия, Молдова, Белоруссия, Украина и Россия). Разрешения ЕКМТ представляют собой многосторонние разрешения для многоразового использования, выдаваемые на срок до года на основе квот на международные автоперевозки грузов между странами-участницами ЕКМТ или транзитом через территорию одной или нескольких из них. Все страны Европы регулируют доступ иностранных транспортных компаний на свои рынки международных перевозок, для чего используются двусторонние соглашения и многосторонний обмен по системе ЕКМТ. При этом регулирование касается двух категорий допуска. По первой категории обменивающиеся страны получают право возить между собой, а по второй категории одна из сторон получает право перевозить груз между третьими странами и страной, выдавшей разрешение. Распределение разрешений между странами производится на основании выработанной ЕКМТ системы критериев, основанной на внешнеторговых показателях.